# Rashad Wright
Rashad Ralphil Wright (Statesboro, 17 marzo 1982) è un ex cestista statunitense, professionista in Europa.

## Carriera
È stato selezionato dagli Indiana Pacers al secondo giro del Draft NBA 2004 (59ª scelta assoluta).

## Palmarès
- Campionato belga: 1

Ostenda: 2006-07
- Coppa di Germania: 1

Alba Berlino: 2009
- Supercoppa tedesca: 1

Alba Berlino: 2008